# Bathythrix texana
Bathythrix texana är en stekelart som först beskrevs av William Harris Ashmead 1890.  Bathythrix texana ingår i släktet Bathythrix och familjen brokparasitsteklar. Inga underarter finns listade.